# Bundesautobahn 980
Die Bundesautobahn 980 (Abkürzung: BAB 980) – Kurzform: Autobahn 980 (Abkürzung: A 980) – führt vom Autobahndreieck Allgäu an der Bundesautobahn 7 vorbei an Durach zur Anschlussstelle Waltenhofen, wo sie in die Bundesstraße 12 übergeht. Sie war als Teilstück der ehemals geplanten Voralpenautobahn A 98 vorgesehen. Da die Planungen dieser Strecke inzwischen aufgegeben wurden, ist sie im Moment (Stand: 2025) die Zubringerautobahn von Oberstdorf und dem Ostallgäu. Deswegen erhielt dieser kurze Autobahnstummel einen neuen Namen. Zwischen den Anschlussstellen Durach und Waltenhofen quert die Autobahn die Iller.
Im Dezember 2012 veröffentlichte der ADAC eine Statistik, in der die A980 zu den zehn gefährlichsten Autobahnen bezüglich Falschfahrern gehört. In den Jahren 2010 und 2011 gab es 16 mal Falschfahrermeldungen auf dieser Autobahn. Hochgerechnet auf 100 km und pro Jahr ergeben sich statistisch 156,9 Falschfahrermeldungen. Gefährlicher ist nach dieser Statistik nur die A 255 (Hamburg-Süd – Neue Elbbrücken) mit 166,7 statistischen Falschfahrermeldungen pro 100 km und Jahr.